# Iñaki Arbilla
Iñaki Arbilla (Pamplona, 1 de abril de 1976) es escritor de novela, poesía y diarios, además de letrista, guionista y director de películas documentales. 

### Novelas
- Berdi (2015), autoedición. Berdi, un miembro desencantado de la Organización que sobrevive adiestrando a camaradas en la selva colombiana, es contratado como guardaespaldas por el capo de una red de narcotráfico. Con el tiempo, el Capo le encargará liquidar al asesino de un enlace en Europa. La orden proviene del mismísimo boss que dirige la Red. Berdi cruzará entonces el océano hasta su tierra, de la que huyó con la idea de no regresar. Allí observará cómo ha cambiado todo lo que conoció: los paisajes; las gentes; el recuerdo de aquellos que quiso y abandonó por la lucha... Y también el modo de defender unas causas que para él justificaban en su día el derramamiento de sangre. Mientras se enfrenta a los fantasmas de su virulento pasado, Berdi descubre que ya no está dispuesto a apretar el gatillo cuando se lo ordenan sin hacer las preguntas adecuadas: ¿Quién es el Enlace? ¿Qué se cuece ahora en las calles de la Ciudad? ¿Quién es el Capo? ¿Conseguirá el perdón de aquellos a los que defraudó con su opción por las armas? ¿Quién es el Boss? ¿Por qué todo se desmorona? Así se construye «Berdi», el libro, conjugando los poderosos y atrayentes mecanismos de la novela de suspense con el reflejo de nuestro desastrado panorama político y económico, dejando a su vez espacios por los que se filtran hondas reflexiones sobre la violencia, la identidad, el activismos, la muerte o el amor.[1]

### Poesía
- La isla y la mandrágora (2018), autoedición. A simple vista «La isla y la Mandrágora» puede resultar un libro breve, sencillo. Sin embargo, sus 63 poemas fueron escritos a lo largo de más de veinte años. Sus versos narran una larga historia de amor. Comenzó esta cuando sus protagonistas, poeta y musa, apenas contaban veinte años. Y continúa hoy en día, cuando ambos han rebasado la cuarentena. Isla fue el nombre que la musa eligió para el poeta. Mandrágora, el que el poeta escogió para su musa.[2]
- Poeta en mí tierra (2021), publicada por Libros Indie. Poeta, En mí y Tierra son los tres pequeños libros que componen este poemario y en los que se abordan temas universales de la literatura: la creación, la intimidad y la identidad.[3]

### Diarios
- La maldición de los años pares (2019), publicada por Libros Indie. 1 de enero de 2018. La búsqueda de estabilidad laboral en el volátil y crítico mercado de la comunicación y la inminencia de la muerte de un buen amigo señalan este nuevo año par, como ya ocurrió con otros del pasado, con el signo de la maldición. Arbilla se plantea entonces exorcizar el maleficio a través de la escritura. Durante los 365 días siguientes, se enfrentará casi a diario a las hojas en blanco de un pequeño cuaderno Moleskine. Página a página irá refiriendo sus recuerdos de chico de barrio y pueblo (mundos ambos ya extintos), las peripecias de us intenso y variado periplo laboral, el análisis de una actualidad desasosegante o la lucha inquebrantable de un artista que busca su propia voz. Alejado del banal postureo que, en la gran mayoría de ocasiones, imponen las redes sociales al retrato diario, Arbilla pretende con «La maldición de los años pares» continuar la senda de otros escritores navarros, como Laporte o Irurzun, que lograron transformar con éxito en literatura la crónica de su día a día.[4]

### Letras
- Los corderos del infierno (2025), en mayo de este año el grupo Doctor Faustus lanza en Youtube este tema con música compuesta por Tomas Kejr y Jorge Cordón y letra escrita por Arbilla, que se inspiró en los genocidios judío y palestino.[5]

### Libros colectivos
- Caja de la esperanza. Poemas a Palestina. Un olivo y un verso (2024), publicada por Zerokotan.
- Mi nombre es el recuerdo. Poemas contra el feminicidio (2023), publicada por Pamiela.[6]
- San Fermín 2021. Relatos de una fiesta sin igual (2021), publicada por el Ayuntamiento de Pamplona.[7]
- Lira al viento. Antología poética cubano-navarra (2020), publicada por Ediciones Eunate.[8]
- El alma del vino (2017), publicada por Ediciones Eunate.[9]

## Filmografía

### Documental
SANdEDRO (2022). SANdEDRO es un personaje de ficción que encarna al barrio de San Pedro, situado a orillas del Arga, en la ciudad de Pamplona. Recién cumplidos los 70 años, SANdEDRO ha perdido la memoria. Sin embargo todavía recuerda cuando sus calles estaban llenas de vida. Y de niños... Ahora, hace tiempo que se siente triste y vacío. SANdEDRO decide buscar ayuda para recuperar su historia a través de diversos testimonios y encuentros.

## Distinciones

### Audiovisuales
- 12º Lift-Off Filmmaker Sessions Pinewood Studios y 13º First-Time Filmmaker Showcase (Reino Unido) por el largometraje documental «SANdEDRO» (2023).
- Mejor guion del III Ukerdi Film Festival por el cortometraje «El invierno interior» (2016).

### Literarios
- 4º finalista en el XVI (2024) y 5º en el XVII (2025)[11] Certamen de Microrrelatos de San Fermín.
- Mejor relato del V Premio de Relato Breve La Radio (2008) organizado por Radio Nacional de España.
- Mejor microrrelato del I Concurso de Microrrelatos (2002) organizado por Tentaciones El País.